# Ljubačevo
Ljubačevo (szerbül: Љубачево), település Banja Luka községben, Bosznia-Hercegovinában, Bosanska krajina területén, a Szerb Köztársaságban. 

## Fekvése
Bosznia-Hercegovina északi részén, Banja Luka központjától légvonalban 13, közúton 21 km-re dél-délkeletre, az Orbásztól keletre fekvő dombvidéken, 470-890 méteres magasságban fekszik.

## Népessége
| Nemzetiségi csoport | Népesség 1991 | Népesség 2013 |
| ------------------- | ------------- | ------------- |
| Szerb               | 652           | 463           |
| Bosnyák             | 0             | 0             |
| Horvát              | 2             | 0             |
| Jugoszláv           | 6             | 0             |
| Egyéb               | 3             | 0             |
| Összesen            | 663           | 463           |

## Története
A területén talált régészeti leletek tanúsága szerint itt már a kőrézkor óta éltek emberek. A leletek a kőrézkortól a bronzkoron át a vaskori időszakig terjednek. A vaskorban az Orbász jobb partja felett egy erődítmény is állt, melynek maradványait ugyancsak megtalálták. A település középkori múltjáról mesél a késő középkori temető maradványa. Az itt található sírkövek a kereszténység főáramlatának behódolni nem akaró, eredetileg Boszniában élő bogumilok díszesen faragott középkori sírkövei voltak.
A település 1878-ig tartozott az Oszmán Birodalomhoz, ekkor a berlini kongresszus határozata alapján az Osztrák-Magyar Monarchia része lett. 1879-ben az első osztrák-magyar népszámlálás során a Banja Luka-i járáshoz tartozó településnek 42 háztartása és 434 ortodox lakosa volt. 1910-ben a Banja Luka-i járáshoz tartozó településen 55 háztartást, 514 ortodox és 12 muszlim lakost találtak. A monarchia szétesésével 1918-ban előbb a Szerb-Horvát-Szlovén Királyság, majd 1929-től a Jugoszláv Királyság része. 1921-ben a községnek 63 háztartása és 506 lakosa volt. Az 1929-es törvény értelmében, amikor Bosznia-Hercegovinát négy banovinára, Drinskára, Vrbaskára, Zetskára és Primorskára osztották, ahol Ljubačevo a Vrbaska banovina része lett, amelynek székhelye Banja Luka volt. Jugoszlávia megszállása után a Független Horvát Állam (NDH) része lett. A második világháború után a szocialista Jugoszláviához tartozott. A daytoni békeszerződést követő területfelosztásnál Banja Luka község részeként a Szerb Köztársaság területéhez került. 

## Nevezetességei
- Szent Panteleimon nagyvértanú tiszteletére szentelt ortodox temploma. A templomot, mely 1939-ben épült, tíz év felújítás után 2010. április 25-én szentelték fel újra.[8]

- Az itteni etnofalu (falumúzeum) létrehozásának ötlete Nedeljko Branković régi életmód, régiség, kultúra és hagyomány iránti szeretetéből született. Az etnofalut azzal a szándékkal alakították ki, hogy bemutassák az e területről származó lakosság életét, hagyományos építészetét, tárgyi kultúráját és bútorait a 19. század végétől a 20. század első feléig. A falu 40 épületből áll, ebből két állandó létesítmény, két különböző háztartású lakóház, egy tucat régi kézműves műhely, egy régi iskola, gyógyszertár, fogadó, templom stb. A kiállított tárgyakat Kola, Krmina, Javorana, Ljubačevo és más falvakból hozták. A házak autentikus bútorokkal és korabeli használati tárgyakkal vannak berendezve. A falu templomának ikonosztáza a 18. századból származik.[9]

- A ljubačevói barlang egy kőbánya déli részén található, 420 tengerszint feletti magasságban. A barlang hossza a kőbánya megnyitása előtt 700 m volt; jelenleg mindössze 338 m hosszú, mivel a kőbánya bővítésének következtében a földalatti rendszer egy része végleg megsemmisült. A barlang különlegessége, hogy rendkívül ritka dekoratív képződményeivel (heliktitekkel) és egyéb barlangi ékességekkel, sztalagmitokkal, cseppkövekkel, oszlopokkal, nagy folyókövekkel rendelkezik. A barlangban három különböző fajt, két Rhinolophus fajt és egy Myotis fajt, valamint számos Troglophilus rovart és néhány Coleoptera fajt is azonosítottak.[10]

- Gradina – őskori erődítmény maradványa a Popadići településrészen az Orbász jobb partja felett. Valószínűleg a vaskorból származik.[4]

- Ljubačevo késő középkori temetőjének maradványa öt darab fennmaradt, kereszt, csigavonal, félhold és rozetta díszítésű stećakkal.[4]

- Tijesno Vrbasa – őskori lelőhely réz csákányokkal, szekercékkel, két bronz sarlóval, fibulákkal. Korukat a középső és késő kőrézkorra, a késő bronzkorra és a kora vaskorra teszik.[4]